# Comuna Iepurești, Giurgiu
Iepurești este o comună în județul Giurgiu, Muntenia, România, formată din satele Bănești, Chirculești, Gorneni, Iepurești (reședința), Stâlpu și Valter Mărăcineanu.

## Așezare
Comuna se află în centrul județului, pe malurile Neajlovului. Este străbătută de șoseaua națională DN6, care leagă Bucureștiul de Alexandria. La Stâlpu, acest drum se intersectează cu șoseaua județeană DJ411, care duce spre nord-vest la Bulbucata și Clejani (unde se termină în DN61), și spre sud-vest la Singureni, Călugăreni, Comana, apoi începe o porțiune comună cu DN5A până la Hotarele, după care merge în județul Călărași la Radovanu și Chirnogi (unde se termină în DN41).

## Demografie
Componența etnică a comunei Iepurești
     Români (89,07%)
     Alte etnii (0,39%)
     Necunoscută (10,54%)
Componența confesională a comunei Iepurești
     Ortodocși (86,43%)
     Penticostali (1,32%)
     Alte religii (1,17%)
     Necunoscută (11,08%)
Conform recensământului efectuat în 2021, populația comunei Iepurești se ridică la 2.049 de locuitori, în scădere față de recensământul anterior din 2011, când fuseseră înregistrați 2.225 de locuitori. Majoritatea locuitorilor sunt români (89,07%), iar pentru 10,54% nu se cunoaște apartenența etnică. Din punct de vedere confesional, majoritatea locuitorilor sunt ortodocși (86,43%), cu o minoritate de penticostali (1,32%), iar pentru 11,08% nu se cunoaște apartenența confesională.

## Politică și administrație
Comuna Iepurești este administrată de un primar și un consiliu local compus din 11 consilieri. Primarul, Ion Nanu[*], de la Partidul Național Liberal, este în funcție din 1 noiembrie 2024. Începând cu alegerile locale din 2024, consiliul local are următoarea componență pe partide politice:
|  | Partid                    | Consilieri | Componența Consiliului | Componența Consiliului | Componența Consiliului | Componența Consiliului | Componența Consiliului | Componența Consiliului |
|  | ------------------------- | ---------- | ---------------------- | ---------------------- | ---------------------- | ---------------------- | ---------------------- | ---------------------- |
|  | Partidul Național Liberal | 6          |                        |                        |                        |                        |                        |                        |
|  | Partidul Social Democrat  | 5          |                        |                        |                        |                        |                        |                        |

## Istorie
La sfârșitul secolului al XIX-lea, comuna făcea parte din plasa Câlniștea a județului Vlașca și era formată din satele Iepurești-Sârbi, Iepurești-Români și Matei Basarab (Valter Mărăcineanu), cu o populație de 1674 de locuitori. În comună existau o moară de apă pe Neajlov, o biserică la Iepurești-Sârbi și o școală mixtă cu 57 de elevi. Anuarul Socec din 1925 consemnează comuna în plasa Argeșul a aceluiași județ, având 2740 de locuitori doar în satul Epurești. La acea vreme, pe teritoriul actual al comunei a apărut în aceeași plasă și comuna Gorneni, având 1059 de locuitori în satele Bănești, Chița, Făcău, Gorneni, Stâlpu și Coteni.
În 1931, comuna avea în compunere satele Chirculești, Iepurești și Vasile Epurescu.
În 1950, comunele au fost transferate raionului Mihăilești, apoi (după 1952) raionului Drăgănești-Vlașca din regiunea București. Satul Vasile Epurescu a luat în 1964 denumirea de Cumpăna. În 1968, comunele au trecut la județul Ilfov. Comuna Gorneni a fost desființată, satele ei fiind incluse în comuna Iepurești; tot atunci, au fost desființate satele Chița (comasat cu Gorneni) și Cumpăna (comasat cu Valter Mărăcineanu). În 1981, o reorganizare administrativă regională a dus la transferarea comunei la județul Giurgiu.

## Monumente istorice
Trei obiective din comuna Iepurești sunt incluse în lista monumentelor istorice din județul Giurgiu ca monumente de interes local, toate fiind clasificate ca monumente de arhitectură: conacul (1864) din centrul satului Chirculești; biserica „Sfinții Arhangheli Mihail și Gavril” (1825) din Gorneni; și biserica „Sfântul Nicolae” (1790, refăcută în 1827) de lângă primăria din Iepurești.